# Andrea Vitali

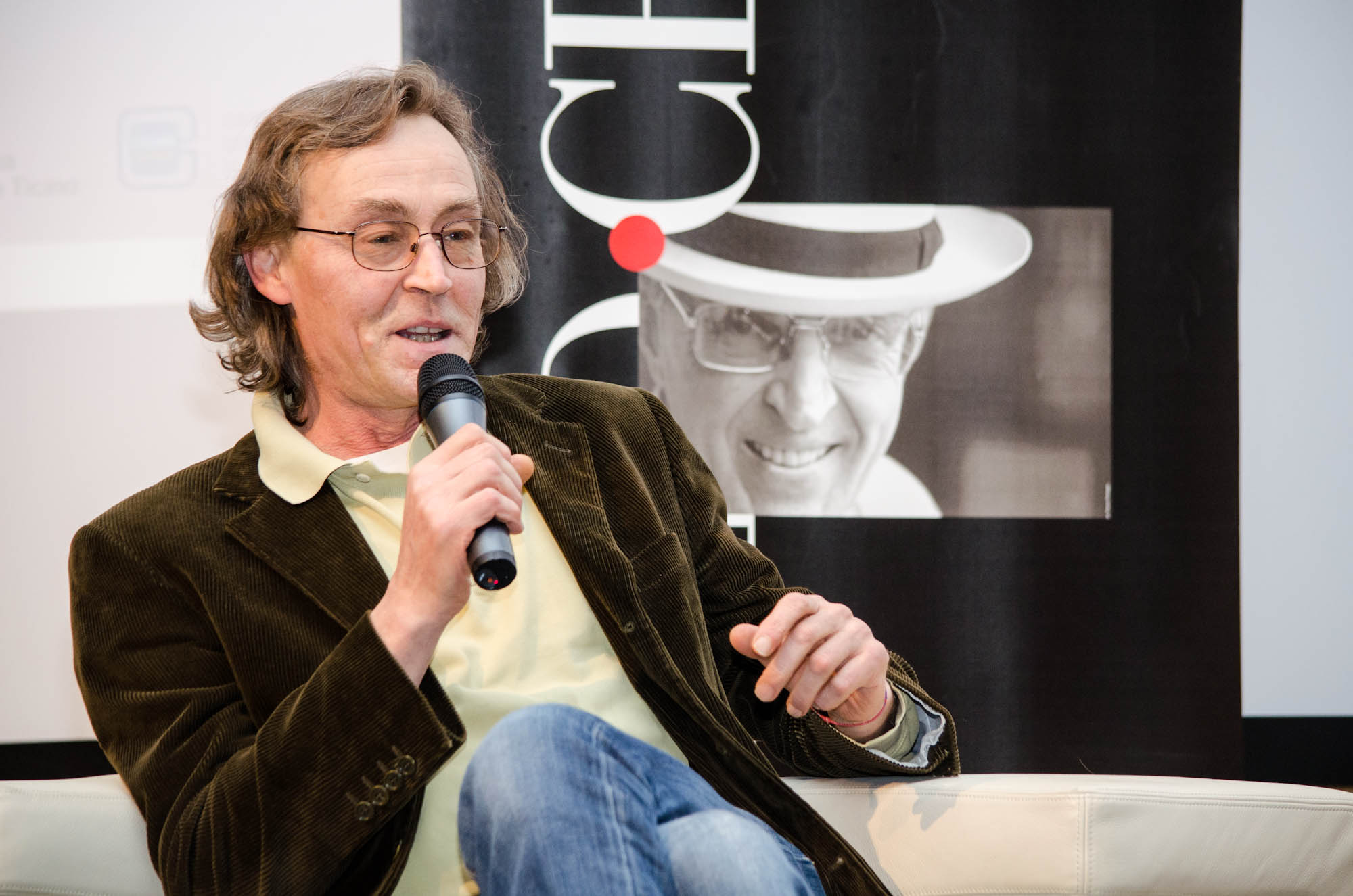
Andrea Vitali

Andrea Vitali (* 5. Februar 1956 in Bellano) ist ein italienischer Schriftsteller und Arzt.
Vitali besuchte das Liceo „Alessandro Manzoni“ in Lecco und studierte anschließend Medizin an der Universität Mailand. Er praktiziert als Arzt in seinem Heimatdorf.
Seit 1990 veröffentlicht er Erzählungen und Romane. 1996 gewann er  den Premio letterario Piero Chiara mit L'ombra di Marinetti. In Italien hatte er 2003 Erfolg mit Una finestra vistalago und erhielt im Folgejahr dafür auch den Premio Grinzane Cavour.
Für das Buch La figlia del Podestà gewann er 2006 den Premio Bancarella. Weitere Preise wie der Premio Boccaccio und der Premio Hemingway folgten 2009.
Vitali beschreibt das dörfliche und kleinstädtische Leben in Norditalien im Lauf des 20. Jahrhunderts. Die Signorina Tecla Manzi ist eine Art von Kriminalroman, der während des italienischen Faschismus spielt.
Seine Bücher wurden in mehrere europäische Sprachen übersetzt.

## Bibliografie
- 1990 – Il procuratore, Camunia, ISBN 88-7767-082-7.
- 1992 – Il meccanico Landru, Camunia.
- 1994 – A partire dai nomi, Liguori.
- 1995 – L'ombra di Marinetti, Periplo.
- 1996 – Un amore di zitella, Garzanti, ISBN 88-11-67816-1.
- 1997 – Peste lo colse, Comune di Bellano.
- 2001 – L'aria del lago, Nino Aragno Editore, ISBN 978-88-11-68602-6.
- 2003 – Una finestra vistalago, Garzanti, ISBN 88-11-66536-1.
- 2004 – La signorina Tecla Manzi, Garzanti, ISBN 88-11-66570-1.
  - (Dt.: Als der Signorina Tecla Manzi das Herz Jesu abhanden kam, Übers. Christiane Landgrebe, 2006, ISBN 978-3-492-04738-8)
- 2005 – La figlia del podestà, Garzanti, ISBN 88-11-59758-7.
  - (Dt.: Tante Rosina und das verräterische Mieder, Übers. Christiane Landgrebe, 2007, ISBN 978-3-492-04921-4)
- 2006 – Olive comprese, Garzanti, ISBN 88-11-66583-3.
  - 2012: deutsch von Christiane Landgrebe: Die Kronjuwelen des Signor Navacchi, Piper, München, ISBN 978-3-492-27460-9.
- 2007 – Il segreto di Ortelia, Garzanti, ISBN 978-88-11-68602-6.
- 2008 – La modista, Garzanti, ISBN 978-88-11-68574-6.
  - (Dt.: Die fabelhaften Hüte der Signora Montani, Übers. Christiane Landgrebe, 2010, ISBN 978-3-86612-247-5).
- 2008 – Dopo lunga e penosa malattia, Garzanti, ISBN 978-88-11-68652-1.
- 2009 – Almeno il cappello, Garzanti, ISBN 978-88-11-68606-4.
- 2009 – Pianoforte vendesi, Garzanti, ISBN 978-88-11-68605-7.
- 2010 – La mamma del sole, Garzanti, ISBN 978-88-11-68239-4.
- 2011 – La leggenda del morto contento[1], Garzanti, ISBN 978-88-11-68151-9.
- 2013 – Un bel sogno d’amore[1], Garzanti, ISBN 978-88-11-66571-7.
- 2014 – Premiata Ditta Sorelle Ficcadenti, Rizzoli, ISBN 978-88-17-07201-4.
- 2015 – La ruga del cretino[1] (mit Massimo Picozzi), Garzanti, ISBN 978-88-11-68878-5.